# Robert Coull
Robert Coull (* 28. Juni oder 28. August 1966 in Rotherham oder in Maltby (South Yorkshire)) ist ein ehemaliger britischer Radrennfahrer und nationaler Meister im Radsport.

## Sportliche Laufbahn
Coull war Bahnradsportler und Teilnehmer der Olympischen Sommerspiele 1988 in Los Angeles. In der Mannschaftsverfolgung schied der britische Vierer mit Chris Boardman, Robert Coull, Simon Lillistone und Glen Sword in den Vorläufen aus.
Bei den Junioren gewann er mehrere nationale Titel im Bahnradsport. Als Amateur gewann er 1987 die britische Meisterschaft im Zweier-Mannschaftsfahren mit Alistair Wood als Partner. 1988 verteidigten beide den Titel. Er startete für den Verein Dinnington Racing Club.